# Антон тут рядом (благотворительный фонд)
«Антон тут рядом» — российский негосударственный благотворительный фонд системной поддержки людей с аутизмом. Был создан в марте 2013 года режиссёром и киноведом Любовью Аркус в форме проекта федерального фонда «Выход», имеющего ту же направленность. Тем не менее, с момента основания фонд представлял собой самостоятельную организацию. С 2013 года фонд назывался «Выход в Петербурге», но с 2020 года был официально переименован в благотворительный фонд «Антон тут рядом». 
Фонд сопровождает подопечных Санкт-Петербурга и Ленинградской области от ранней детской диагностики до поддержанного трудоустройства, помогает выявить и развить людей с аутизмом, занимается просветительской деятельностью.
Первый и самый известный проект фонда — Центр «Антон тут рядом» — первый в России центр социальной абилитации, обучения и творчества для взрослых людей с расстройствами аутистического спектра (РАС).

## Деятельность фонда
Фонд организовал и поддерживает ряд программ для детей и подростков с РАС, а также людей старше 18 лет и их семей. По состоянию на 2019 год, в программах фонда принимают участие 263 семьи детей, подростков и взрослых с РАС, и ещё более ста детей посещают патронируемые фондом детские сады. В 2021 году количество участников проектов выросло до 468 без учёта внешних проектов фонда и образовательных программ.
Ранняя помощь в детских садах — совместная программа с фондом «Обнажённые сердца» при информационной поддержке комитета по образованию Санкт-Петербурга. В неё входит русскоязычная версия тренинга EarlyBird для родителей детей-дошкольников с РАС, подготовка педагогов коррекционных и инклюзивных детских садов, интенсивная поведенческая программа ASSERT, которая развивает академические, социально-бытовые, коммуникативные, игровые навыки. Подростковый проект на базе центра «Антон тут рядом» даёт молодым людям с РАС опыт общения и самореализации. Это занятия в творческих мастерских, театральные, музыкальные, физические и коммуникативные занятия. Сюда входят программы интеграционных лагерей, где ребята живут со сверстниками без особенностей развития.
Интеграционная детская студия анимации реализована совместно со студией анимации «Да», дети и подростки с РАС занимаются мультипликацией совместно с остальными детьми.
В фонде ведётся работа с родителями: они поддерживают родительские инициативы, обеспечивают юридическую и психологическую поддержку, развивают родительское сообщество детей с РАС. Подготовительная группа подразумевает индивидуальные занятия со студентами центра «Антон тут рядом», которым сложно включиться в общее расписание из-за поведенческих особенностей. Проект дополнительной коммуникации представляет собой разработку общих и индивидуальных расписаний и инструкций, например, как мыть руки. У фонда есть факультативные занятия для детей и взрослых с РАС, которые не учатся по основной программе.
Социальная абилитация студентов центра «Антон тут рядом» — индивидуальные планы развития студентов с учётом его сильных сторон, интересов и запросов. За реализацию ближайших и глобальных задач отвечает тьютор, куратор направления и старший психолог. Проект дружелюбная среда готовит студентов к взаимодействию с обществом, а окружающих к принятию людей с особенностями. Фонд сотрудничает с Эрмитажем, Русским музеем, Музеем политической истории России, Центральным выставочным залом «Манеж» и другими учреждениями, организует походы в музеи, театры, кафе, кино, проводит тренинги для сотрудников организаций, делаются инклюзивные экскурсии, в которых половина посетителей — студенты центра, а вторая половина — слушатели без РАС.
Музыкальный проект включает занятия музыкальной терапией, в её рамках действует оркестр «Антон тут рядом».
Театрательный проект «Встреча» создан совместно с Большим драматическим театром имени Георгия Товстоногова и Небольшим драматическим театром. Студенты занимаются в труппе с профессиональными артистами. Физическая терапия подруземевает занятия на развитие координации и выносливости. Фонд сотрудничает с различными спортивными организациями, например, гольф-клубом GORKI Golf & Resort, центром «Радуга», проектами «Лыжи мечты» и «Движение — это жизнь», центром физической культуры, спорта и здоровья Василеостровского района и другими. Студенты занимаются танцами, футболом, фитнесом, плаваньем и другим. Творческие мастерские центра изначально включали ещё бумажную и валяльную, но со временем остались только швейная, графическая, декораторская, кулинарная и керамическая. Продукцию, произведённую студентами, реализуют на благотворительных мероприятиях и на сайте фонда, все вырученные деньги идут на нужды фонда. По эскизам рисунков также студентов создаётся тиражная продукция — открытки, значки, текстильные сумки.
Интеграционные летние лагеря подразумевают продолжительный летний выезд со студентами центра «Антон тут рядом» за город без опеки родителей. Проект сопровождаемого проживания направлен на развитие навыков самостоятельной жизни у студентов. У фонда есть одна тренировочная квартира и две квартиры постоянного сопровождаемого проживания, где студенты осваивают необходимых навыков: учатся готовить, убирать, ходить за покупками, оплачивать счета, планировать бюджет, принимать гостей.
По данным за 2020 год, более чем на 50 % бюджет фонда составляют пожертвования частных лиц. Чтобы привлечь средства для текущих и новых проектов, фонд ищет партнёров среди бизнеса и коммерческих компаний. Маркетплейс Ozon предоставляет площадку для продажи товаров, созданных руками подопечных фонда, коллаборации с брендами Вкусвилл, Coca-Cola, Delivery Club и другими выступают не только финансовой поддержкой, но и служат просветительским целям, помогают привлечь внимание общества к людям с РАС. Летом 2022 года фонд организовал благотворительный тур в Санкт-Петербург, который поддержали Гранд Отель Европа, коллектив musicAeterna, БДТ, бар El Copitas, ресторан Birch и Cococouture. Экскурсоводами программы стали Любовь Аркус, Александр Сокуров, Андрей Могучий и другие друзья фонда. Вырученные средства были направлены на финансирование его программ.

## Проекты фонда

### Центр социальной абилитации, обучения и творчества «Антон тут рядом»
Адрес: Санкт-Петербург, Троицкая площадь, 1
Люди сдирают кожу. Люди ремонтируют домик, сарай. Люди потерпят. Люди рисуют, пишут. Люди конечные. Люди летают.
В 2009 году российский киновед и режиссёр Любовь Аркус познакомилась с молодым Антоном Харитоновым, имеющим РАС. На основе его истории в 2012-м Аркус создала документальный фильм «Антон тут рядом». Работа была представлена на внеконкурсной программе 69-го Венецианского кинофестиваля, впоследствии завоевала несколько наград и вызвала общественный резонанс. В марте 2013 года режиссёр создала фонд «Выход в Петербурге», а в декабре того же года был реализован его главный проект — центр социальной абилитации и творчества для взрослых людей «Антон тут рядом».
Это первый комплексный центр творчества, обучения и социальной реабилитации людей с расстройствами аутического спектра. С подопечными работают психологи, поведенческие терапевты, сопровождающие, специалисты по физической подготовке, художники. Подопечные центра называются эвфемизмом «студенты», сотрудники — «тьюторы». Большинство программ фонда осуществляются на базе центра.
Аутизм — это не болезнь, а особенность. И таких людей надо адаптировать к нам, а мы должны адаптироваться к ним. Это главная идеология нашего центра. Поэтому здесь профессии, творчество и социальная абилитация.Любовь Аркус на открытии центра в 2013 году
В 2014 году совместно с фондом «Обнажённые сердца» на базе центра реализовали программу для родителей дошкольников с аутизмом — русскоязычную версию тренинга EarlyBird, а также организовали совместную работу с детской студией анимации «Да». В этом же году была запущена программа «Сопровождаемое проживание» и первая тренировочная квартира, где подопечные фонда учатся жить самостоятельно. В 2016-м при центре запустили программу «Ранняя помощь» фонда «Обнажённые сердца», в рамках которой специалистов детских садов обучают методам работы с детьми с РАС с доказанной эффективностью. В том же году открыли вторую тренировочную квартиру, а через год — постоянную квартиру сопровождаемого проживания.
С 2014 года центр ежегодно проводит одноимённый благотворительный фестиваль. Первые два года он проходил на Елагином острове, затем перенесён на остров «Новая Голландия», в 2022 году прошёл в «Брусницын лофте». Фестиваль рассказывает посетителям об аутизме, знакомит с программами центра «Антон тут рядом». Все собранные средства направляются на нужды центра.
В 2015 году фонд организовал первый летний лагерь для взрослых людей с РАС, а в 2020-м — инклюзивный детский лагерь. Совместно с Большим драматическим театром имени Георгия Товстоногова фонд создал театральный проект. В 2017 году состоялась премьера спектакля «Язык птиц», который был номинирован на премию «Золотая маска» в номинации «Эксперимент». В 2016-м были организованы первые публичные выступления Оркестра «Антон тут рядом», в котором участвуют профессиональные музыканты, студенты, сотрудники и волонтёры центра. В 2018 году оркестр «Антон тут рядом» записал дебютный альбом. Необходимые для записи средства в размере 170 тысяч рублей были собраны на краудфандинговой платформе Planeta.ru. Бесплатную запись пластинки предоставила студия «Добролёт». Обложку создали на основе рисунков студентов. Пластинку презентовали на совместном концерте с группой «АукцЫон». 24 августа 2022 года в Петербурге прошёл музыкальный фестиваль со множеством популярных современных групп и исполнителей в лайнапе, а в ноябре 2022-го совместно с благотворительными организациями «Альма Матер» и «Перспектива» «Антон тут рядом» провёл фестиваль инклюзивного перформанса «Включённое движение».

### Центр сопровождаемого трудоустройства «Антон тут рядом»
Адрес: Санкт-Петербург, Невский проспект, 104
Взаимодействие профессионалов с нашими «особыми» ребятами не в режиме помощи, снисхождения к ним, а на основе подлинной импровизации и настоящего совместного дела – это единственное, что по-настоящему будет менять их жизнь.
Центр подготовки людей с РАС к трудоустройству открыли при фонде в 2016 году. В центре функционируют защищенные мастерские: компьютерная, швейная, переплетная и столярная. Студенты получают сдельную оплату, учатся взаимодействовать с коллегами и готовятся к трудоустройству вне центра. Работа проходит под руководством профессионалов в каждой из областей и с помощью волонтёров. Центр сопровождаемого трудоустройства ищет компании, готовые принять их выпускников на практику, стажировку и постоянную работу.
В 2018 году 46 выпускников центра работали на внешнем рынке труда. Из них девять человек работают на постоянной основе и трудятся помощниками офис-менеджеров, рабочими в садовом центре, клинерами, курьерами, продавцами. Первое время после начала трудовой деятельности центр обеспечивает сопровождение людям с РАС, в дальнейшем консультирует трудоустроенных студентов, их работодателей и коллег. Совместно с компанией IKEA удалось реализовать проект постоянного трудоустройства десяти девушек-подопечных фонда — они шили коллекцию изделий из текстиля ÅTERSTÄLLA. Вместе с «Газпром нефть» запустили «Цифрологию» — проект трудоустройства в IT сфере взрослых с РАС.

## Попечители
Попечителями фонда являются: продюсер Константин Эрнст, актриса Рената Литвинова, сценарист и кинорежиссёр Авдотья Смирнова, телеведущая Светлана Бондарчук, актёр Геннадий Смирнов, художница Ольга Тобрелутс, киновед Екатерина Мцитуридзе, продюсер Виктория Шамликашвили, сценарист и кинорежиссёр Александр Сокуров, журналист Сергей Фатеев.

## Награды
- Международная премия «Балтийская звезда» в номинации «За поддержку культуры» (2018)[38].